# An Old Fashioned Boy
An Old Fashioned Boy è un film muto del 1920 diretto da Jerome Storm sotto la supervisione di Thomas H. Ince.

## Trama
David Warrington è innamorato di Betty Graves ma i due fidanzati incontrano dei problemi nell'affrontare un discorso sulla loro futura vita in comune. Mentre David è vecchio stile, ancorato ai valori tradizionali della famiglia, Betty è invece una ragazza moderna che rifiuta le vecchie convenzioni.

## Produzione
Il film fu prodotto dalla Thomas H. Ince Corporation con il titolo di lavorazione An Old Fashioned Young Man.

## Distribuzione
Distribuito dalla Famous Players-Lasky Corporation, il film uscì nelle sale cinematografiche degli Stati Uniti il 31 ottobre 1920. La Paramount lo distribuì in Francia il 4 agosto 1922 con il titolo Un garçon vieux-jeu.
Copie della pellicola sono conservate negli archivi della Library of Congress, Gosfilmofond e dell'UCLA Film and Television Archive.